# Eduardo Waingortin
Eduardo Waingortin (Buenos Aires, Argentina, 29 de diciembre de 1955) es un contador, administrador de empresas y rabino que actualmente oficia dentro del Círculo Israelita de Santiago de Chile, así como representante (capellán) de la religión judía en el Palacio de La Moneda. También es capellán de la 5° Compañía de Bomberos de Ñuñoa Bomba Israel y rabino oficial de la Comunidad Judía de Chile. 

## Biografía
Nació en Buenos Aires, Argentina. Cursó sus estudios primarios en el Colegio N.°10 Bartolomé Mitre -Lanús- Argentina. Sus estudios secundarios los realizó en el Colegio Luis Piedra Buena -Lanús-. Sus estudios universitarios los realizó en la Universidad de Buenos Aires, de donde se tituló de Contador Público Nacional, en 1977. Al año siguiente obtuvo su postgrado en Administración en la misma Universidad. En 1979 participó en la fundación del Centro Hebreo Ioná. Prosiguió estudios judaicos en el Seminario Rabínico Latinoamericano, del que obtuvo su Semijá -ordenación rabínica- en el año 1986.
La primera comunidad donde ejerció el cargo de rabino en la Asociación Mutual Israelita Argentina, AMIA, sede Ciudad de la Plata, entre 1986 y 1988. 
Desde 1988 es rabino de la Comunidad Israelita de Santiago, institución religiosa perteneciente a la corriente conservadora del judaísmo,
que congrega a la mayor cantidad de judíos en Chile y que tiene bajo su administración el Cementerio Judío ubicado en la comuna de Recoleta.
Durante la Tefilá por Chile 2012 fue nombrado Capellán Judío del Palacio La Moneda por el Presidente Sebastián Piñera, responsabilidad ratificada por la Presidenta Michelle Bachelet, atendida la gran representación y especial vínculo del rabino Waingortin con Chile y con la Comunidad Judía de nuestro país, convirtiéndose en el primer capellán de la sede de gobierno de la historia.
Está casado con Graciela Chichotky, con quien tiene cuatro hijos.